# Föderaler Öffentlicher Dienst Finanzen

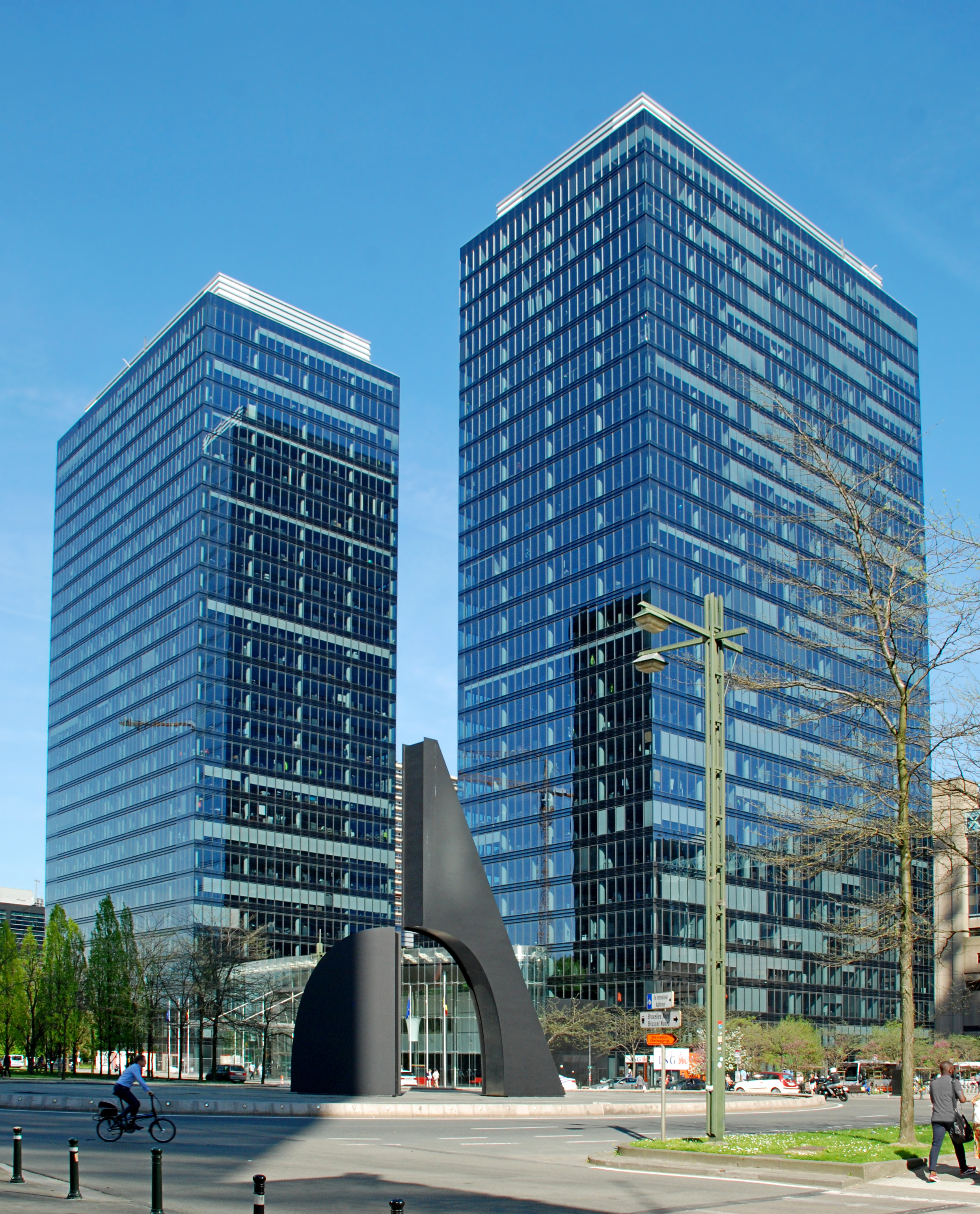
Der Sitz des FÖD Finanzen sind die North Galaxy Towers in Schaerbeek/Schaarbeek.

Der Föderale Öffentliche Dienst Finanzen (Abkürzung FÖD Finanzen, niederländisch Federale Overheidsdienst Financiën – FOD Financiën, französisch Service public fédéral finances – SPF Finances) ist das Finanzministerium des Königreichs Belgien. Der FÖD Finanzen ist eines der Föderalen Öffentlichen Dienste (Ministerien) in Belgien.
Die Behörde wurde 2002 gegründet und hat ihren Sitz im Gebäudekomplex North Galaxy Towers in Schaerbeek/Schaarbeek in der offiziell zweisprachigen Region Brüssel-Hauptstadt. Der Behördenleiter ist der Minister Jan Jambon (N-VA).